# Marcos Tébar Ramiro
Marcos Tébar Ramiro (nascut a Madrid el 7 de febrer de 1987) és un futbolista professional madrileny. Format al planter del Reial Madrid CF, actualment juga al CF Reus Deportiu de la segona divisió.

## Biografia
Va començar a jugar a futbol a l'Escola de Futbol de l'Associació de Futbolistes Espanyols (AFE) el 1995. L'11 de juny de 1998 va entrar a l'equip Infantil B del Real Madrid, continuant a les categories inferiors fins a categoria juvenil.
A la temporada 2005-06 va pujar al Reial Madrid Castella, on encara continua, després d'haver estat cedit al Rayo Vallecano entre el gener i el juliol de 2006.
El 31 de maig de 2009 va debutar a Primera Divisió amb el Reial Madrid a causa de les baixes del conjunt blanc a la defensa, substituint el seu company del filial, Gary Kagelmacher.
El gener de 2010 va ser cedit al Girona FC de la Segona Divisió, sent fitxat definitivament a l'agost de 2010 per la simbòlica quantitat de 100 euros.
El 9 de juliol de 2013, Tébar fitxa per la UD Almeria per dues campanyes fent d'aquesta manera el salt a Primera divisió.
El 8 de juny de 2014, rescindeix el seu contracte i als pocs dies s'anuncia el seu fitxatge pel Brentford FC de la Football League Championship, Segona divisó anglesa.
En el mercat d'hivern de la temporada 2015-2016, fitxa per la UE Llagostera.